# Ricardo Zavala Ortiz
Ricardo Zavala Ortiz (San Luis, de 1900 - ibíd., 27 de enero de 1961) fue un abogado y político argentino que ejerció como Gobernador de la Provincia de San Luis durante la primera presidencia de Juan Domingo Perón, a cuyo partido pertenecía; fue el primer gobernador peronista de San Luis.

## Biografía
Afiliado a la Unión Cívica Radical desde su juventud, llegó a ser un dirigente local con alguna significación y formó parte de la convención para la reforma de la constitución provincial en 1940. Durante el gobierno de la revolución del 43 fue dirigente de la fracción radical conocida como Unión Cívica Radical Junta Renovadora, que apoyó la candidatura del coronel Juan Domingo Perón a la presidencia. A principios del año 1946 fue nombrado candidato a gobernador de su provincia, y obtuvo la victoria en las elecciones de febrero.

## Gobernación
Asumió la gobernación el 25 de mayo de 1946. Nombró sus ministros a Domingo Flores, Marcial Rodríguez y Francisco Guillermo Maqueda. Durante su gobierno logró mostrarse como un gobernante activo, eficaz y reformador; propuso y obtuvo la reforma de la Constitución provincial, en cuya discusión se negaron a participar los partidos opositores radicales y conservadores.
Durante su discurso de asunción del mando fijó la orientación de su gobierno:

El gobierno debe ser ejercido dirigiendo y orientando, no mandando [...] todas las acciones deben tender al bienestar del pueblo y no a aumentar las arcas personales [...] Los servicios públicos deben ser prestados por el gobierno y no por empresas privadas.

Expropió las usinas eléctricas de la capital provincial, de La Toma, de San Francisco del Monte de Oro y de Santa Rosa de Conlara. Se inició la construcción de usinas hidroeléctricas sobre el río Quinto, sobre el canal del dique de la Florida y en Cruz de Piedra. Creó la Caja de Jubilaciones y Pensiones de la Provincia, que otorgó pensiones vitalicias y ordinarias, y el Banco Mixto de San Luis. Construyó instalaciones industriales, educativas y deportivas en toda la provincia. También fomentó la explotación agrícola ganadera a través de la creación de viveros parra la multiplicación de especies frutales y campos experimentales, se proyectó la creación de varias estaciones zootécnicas, para la cría de ejemplares puros, se probaron varias semillas de forrajes.
Otras obras importantes fueron la Biblioteca y Archivo de la Legislatura, la Dirección Provincial de Turismo, Caja de Jubilaciones y Pensiones, Dirección de Defensa Nacional de la Provincia, La Escuela Hogar de Quines, el edificio de la Universidad de San Luis, la Escuela Normal Mixta, los policlínicos de San Luis y Villa Mercedes y el hogar escuela de Villa Mercedes. Se construyeron hoteles y hosterías, se pavimentaron calles y se mejoraron los desagües de la ciudad capital.
En 1949, reformó la Constitución Provincial y se adhirió la Provincia a la ley nacional de voto femenino. Se produjo la compra y donación de terrenos para: La aplicación del Plan Quinquenal de la Nación, la Asistencia Pública de San Luis, La Liga Puntana de Fútbol de la ciudad de San Luis, el club Tracción B.C.P de Justo Daract, una escuela en Fraga, un Hogar de Ancianos en Villa Mercedes.
Se ocupó de la educación, tanto del bienestar de los educadores como de dar impulso a la educación. En cuanto a salud, se ocupó de la medicina asistencial y preventiva, administración, y asistencia social. Fomentó las actividades deportivas.
Durante su mandato se adoptaron los símbolos públicos de los distintos pueblos de la provincia y se trasladaron los restos del coronel Pringles a la catedral de San Luis.
Vendió el Hotel de El Volcán a la Confederación General de Empleados de Comercio. Se otorgaron pensiones vitalicias y ordinarias. Sancionó leyes para: la pavimentación de 22 cuadras en Justo Daract, la ampliación de la Hostería de San Gerónimo, la construcción del Estadio y Campo de Deportes de Villa Mercedes, la adquisición de la casa que era ocupada por la policía de Nueva Galia, las obras de nivelación de Santa Rosa del Conlara, la Protección de Menores.
Fue reelegido en 1950, y en 1952 fue elegido senador nacional, por lo que llamó a elecciones para elegir a su sucesor, que fue Víctor Endeiza, también peronista, quien gobernó desde el 4 de junio de 1952 hasta su derrocamiento por la dictadura autodenominada Revolución Libertadora en 1955.

## Homenajes
La Escuela de Hogar Jardin Nº 2 de Villa Mercedes, Departamento General Pederneray la Escuela de Nivel Inicial N° 7 de Villa Mercedes, Departamento General Pedernera llevan su nombre.